# Kasper Rymaszewski
Kasper Rymaszewski (ur. 19 stycznia 1892 w Pasiekach, w powiecie słuckim, zm. wiosną 1940 w Charkowie) – polski lekarz kardiolog, nauczyciel akademicki i lekarz sanitarny miasta Wilna, kapitan lekarz rezerwy Wojska Polskiego, ofiara zbrodni katyńskiej.

## Życiorys
Syn Adama i Aleksandry z Sawickich urodzony 19 stycznia 1892 w Pasiekach, w powiecie słuckim. W 1910 ukończył gimnazjum w Słucku, a w 1914 studia na Wydziale Lekarskim Uniwersytetu Moskiewskiego. W latach 1914–1917 służył w armii rosyjskiej jako lekarz 2 Szpitala 34 Dywizji Piechoty . 
W 1919 wstąpił do Wojska Polskiego, przydzielony jako lekarz do 33 pułku piechoty. W 1921 został zdemobilizowany. W 1934, jako oficer rezerwy pozostawał w ewidencji Powiatowej Komendy Wilno Miasto. Posiadał przydział w rezerwie do Kadry Zapasowej 3 Szpitala Okręgowego.
Po zwolnieniu z wojska objął stanowisko cywilne w Wilnie. Przez kilka lat pracował w Zakładzie Fizjologii na Wydziale Lekarskim Uniwersytet Stefana Batorego w Wilnie, a następnie w Zakładzie Higieny tegoż Uniwersytetu. Był także miejskim lekarzem sanitarnym w Wilnie. 
W czasie kampanii wrześniowej 1939, po agresji ZSRR na Polskę, dostał się do niewoli sowieckiej i przetrzymywano go w obozie w Starobielsku. Wiosną 1940 został zamordowany przez funkcjonariuszy NKWD w Charkowie i pogrzebany potajemnie w bezimiennej mogile zbiorowej w Piatichatkach, gdzie od 17 czerwca 2000 mieści się oficjalnie Cmentarz Ofiar Totalitaryzmu w Charkowie. Figuruje na Liście Starobielskiej NKWD pod poz. 2899.
Był ojcem Bohdana Rymaszewskiego.
5 października 2007 minister obrony narodowej Aleksander Szczygło – decyzją nr 439/MON – mianował go pośmiertnie na stopień majora. Awans został ogłoszony 9 listopada 2007 w Warszawie, w trakcie uroczystości „Katyń Pamiętamy – Uczcijmy Pamięć Bohaterów”.